# Лунгерн
Лунгерн (нем. Lungern) — коммуна в Швейцарии, в кантоне Обвальден.
Население составляет 2138 человека (на 31 декабря 2020 года). Официальный код — 1405.
Населённый пункт находится в ущелье, на берегу одноимённого озера, вдоль автобана, соединяющего Интерлакен и Люцерн.

## География
Деревня Лунгерн расположена на высоте 750 метров над уровнем моря в самой высокой части кантона Обвальден, на восточном берегу озера Лунгерн и у подножия перевала Брюниг. Это самая высокая деревня долины Сарнераа, расположенная в котловине, открытой только на севере и окруженной со всех остальных сторон крутыми и лесистыми склонами и скалами.
На юго-западе муниципалитет простирается до перевала Брюниг. На его северо-западной стороне муниципальная граница проходит по горам Вилерхорн и Хех-Гумме и включает в себя все озеро Лунгерн. На востоке граница простирается до гор Хохстоллен и Чингстуэль и включает в себя гору Гюпфи и часть долины Кляйне-Мельхталь.
Помимо деревни Лунгерн, в муниципалитет входят поселения Кайзерштуль и Бюрглен, которые находятся на северной оконечности озера, и Обсее на юго-западной оконечности озера.
Муниципалитет Лунгерн занимает площадь 46,33 км², из которых 6,48 км² занимают луга и пахотные земли, 19,2 км² занимают пастбища, 15,97 км² покрыты лесом, а остальные 2,91 км² являются непродуктивными.

## История
Первое юридическое доказательство существования Лунгерна содержится в налоговом реестре епархии епископа Констанца в Германии, датируемом 1275 годом. Он упоминается как Лютигерн, а также как де Лунгерн. В 1861 году добраться до деревни стало легче благодаря строительству старой дороги через перевал Брюниг. Четверть века спустя, в 1886 году, через перевал прошли первые почтовые кареты. Однако это продолжалось всего два года, в 1888 году открылась железная дорога из Бриенца в Альпнахстад (ныне часть Альпнаха). В 1887 году река Айбах разлилась, причинив ущерб старой деревенской церкви. Шесть лет спустя, в 1893 году, состоялось освящение церкви в неоготическом стиле. В конце 18-го века население Лунгерна с большими усилиями и в течение многих лет понижало уровень озера, чтобы улучшить условия жизни. В результате работ были созданы новые земли для сельского хозяйства, жилья и лесопилки. В течение 80 лет с трудом завоеванная земля была потеряна из-за новой плотины: в 1922 году компания CKW построила и запустила электростанцию, расположенную на озере. В настоящее время местная электростанция (EWO) производит электроэнергию за счет энергии воды озера Люнгерзее. В 1942 году железнодорожная линия через перевал Брюниг была электрифицирована.

## Демография
Население Лунгерна (по состоянию на 31 декабря 2020 года) составляет 2138 человек. По состоянию на 2007 год 8,6 % населения составляли иностранные граждане. За последние 10 лет население выросло на 2,6 %. Большая часть населения (по состоянию на 2000 год) говорит на немецком языке (94,8 %), при этом албанский язык занимает второе место по распространенности (2,2 %), а французский — третье (0,7 %). По состоянию на 2000 год гендерное распределение населения составляло 49,7 % мужчин и 50,3 % женщин. В 2000 году в Лунгерне насчитывалось 681 домашнее хозяйство.
Историческая численность населения приведена в следующей таблице:
| Год  | Население |
| ---- | --------- |
| 1790 | 1,234     |
| 1850 | 1,413     |
| 1900 | 1,828     |
| 1950 | 1,878     |
| 1990 | 1,859     |
| 2000 | 1,965     |
| 2005 | 1,950     |
| 2006 | 1,975     |
| 2007 | 2,023     |
| 2008 | 2,035     |

## Фотографии

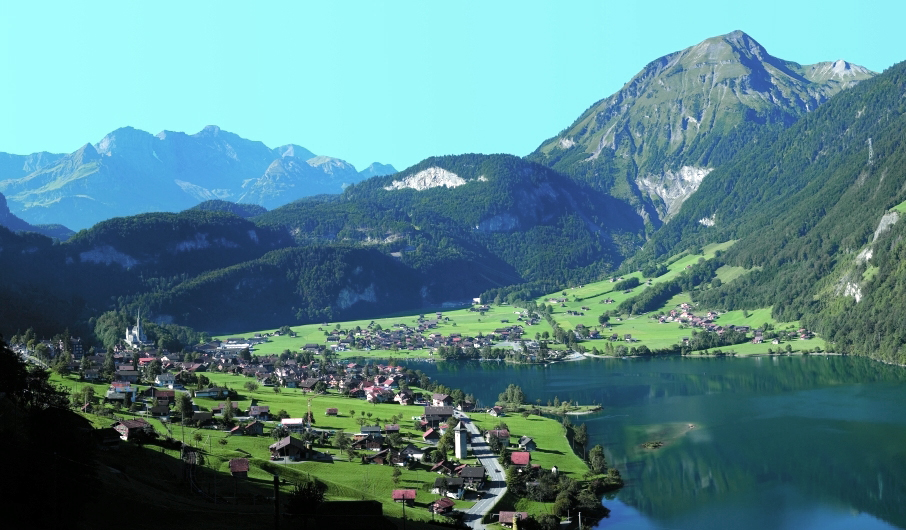
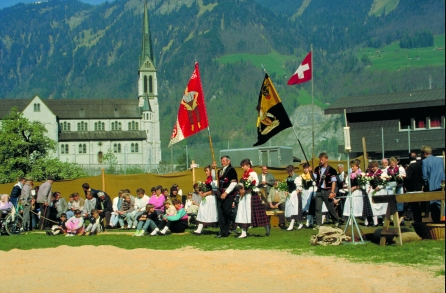